# Cheslón

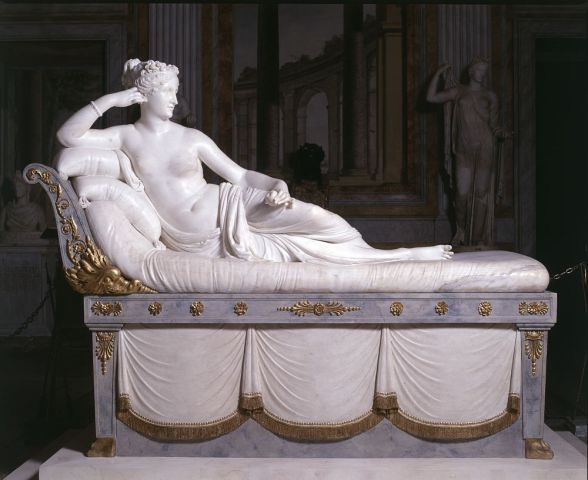
Venus Victrix (1805-08): una cheslón tallado de estilo imperio. Obra de Antonio Canova.

La o el cheslón (del francés chaise longue; literalmente, ‘silla larga’), rara vez también llamada agripina y más comúnmente conocida por el galicismo, es una especie de sofá largo semejante al canapé o a la poltrona, generalmente tapizado, con respaldo en un solo extremo, para sentarse en él con las piernas extendidas.
En el francés moderno, la expresión chaise longue se refiere a cualquier sofá o sillón largo reclinable, como una tumbona.

## Etimología

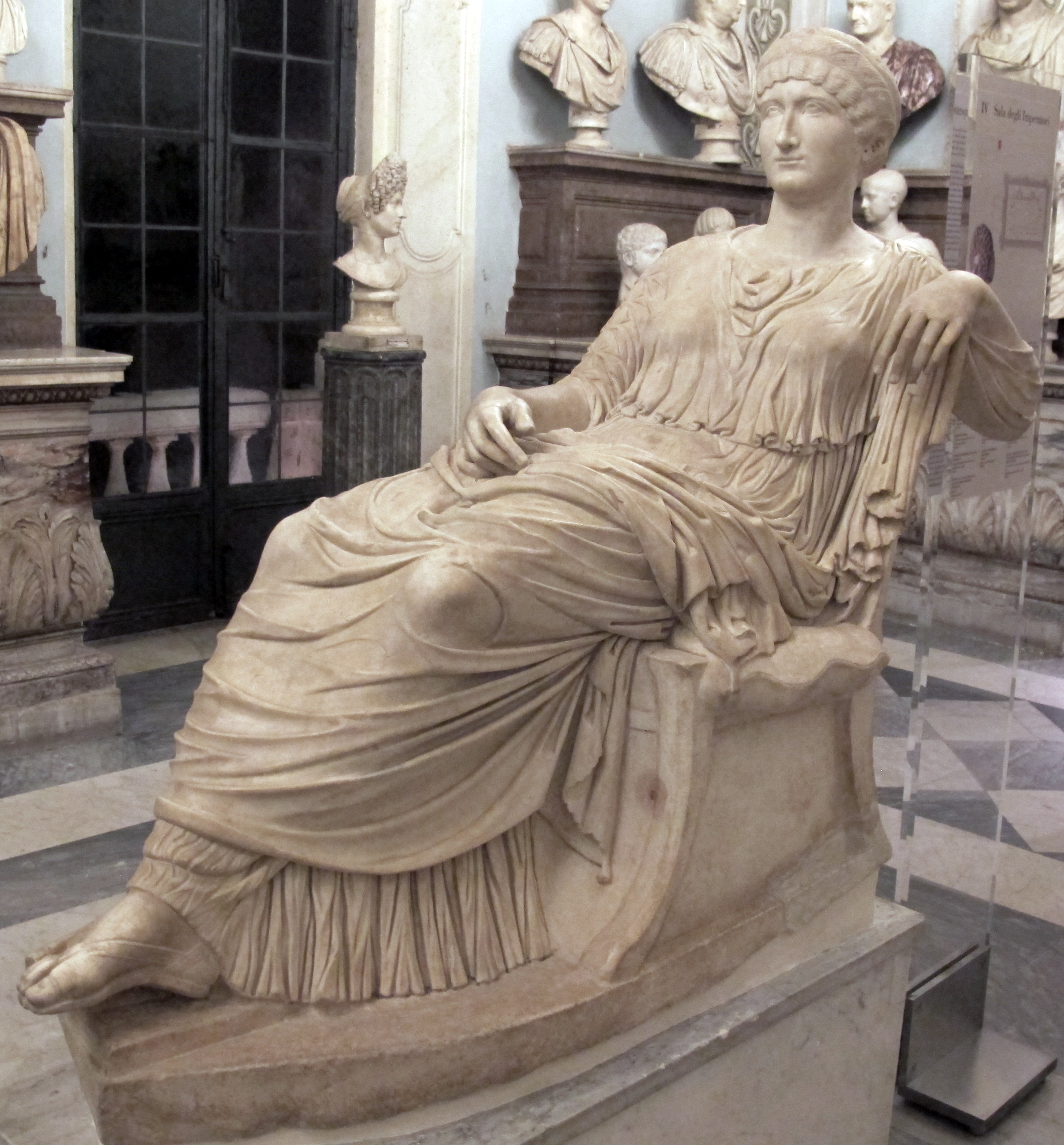
Estatua de Agripina la Mayor.

### Cheslón
La palabra cheslón es la castellanización de la expresión francesa chaise longue, conformada por chaise ‘silla’ y longue ‘largo’, es decir, «silla larga». Chaise longue era un término asociado comúnmente a la aristocracia francesa del siglo XVIII, una época de cambios sociales.

### Agripina
La palabra agripina, sin embargo, deriva del hecho de que la forma del asiento es similar a la creada para la estatua de santa Helena de Constantinopla, madre del emperador Constantino, conservada en los Museos Capitolinos, en la capital italiana, durante muchos siglos se creyó erróneamente que era la representación de Agripina la Mayor, esposa de Germánico.

## Historia

### Edad Antigua

#### Antiguo Egipto
Se cree que las primeras cheslones, que combinaban una silla normal con un diván, aparecieron en el antiguo Egipto. Los primeros modelos conocidos se elaboraban con hojas de palma entrelazadas con cuerda o cuero. Más tarde, los egipcios introdujeron la construcción con espigas y estructuras de madera enchapadas con marfil y ébano, de las cuales se han encontrado muchos ejemplos en tumbas de la primera dinastía, entre 3100 a. C. y 2890 a. C.

#### Antigüedad clásica

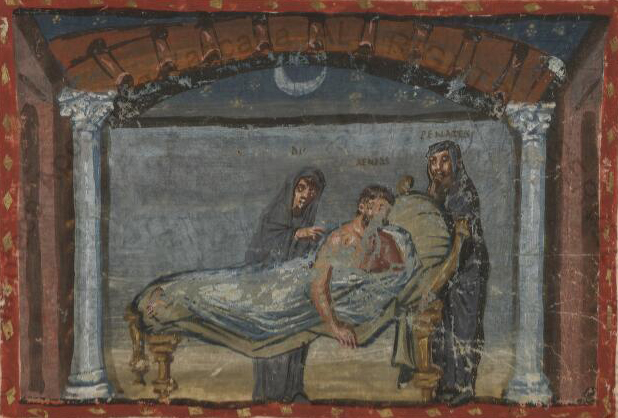
Escena de la Eneida, de Virgilio, 3, 147. En ella se presenta a Eneas recostado en un antecesor de la cheslón.

En la antigua Grecia el klinē, antecesor de la cheslón, era el asiento utilizado normalmente por los griegos durante los simposios, después sería adoptado por los romanos, quienes lo llamaron lectus triclinaris, para quienes la práctica fue común en sus convivios hasta el siglo IV.
El triclinio fue víctima de un inevitable cambio semántico y acabó designando a la estancia en la que habitualmente había tres triclinios. Los triclinios eran camas eran de madera, decoradas con colchones y cojines. La posición adoptada allí hizo que estas camas fueran híbridos entre una cama y una silla; por lo que sería un antepasado de la cheslón.
Estos muebles contribuían al lujo de una residencia romana. Los cojines estaban cosidos con telas finas y raras y suaves, mientras que las sábanas decoradas con motivos y teñidas con los colores más brillantes.

### Edad Moderna

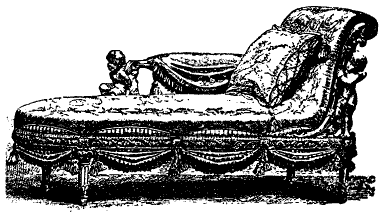
Una cheslón de estilo rococó del siglo.

Tras un largo período de olvido, este tipo de muebles volvió a estar de moda en Francia hacia el siglo XVI. Los primeros modelos siguieron la tipología de la poltrona, pero caracterizados por un asiento bastante profundo y un respaldo inclinado que permitía una posición alargada. A principios del siglo XVIII, se introdujeron nuevos tipos de cheslones, incluida una poltrona ampliada con dos taburetes cuadrados; la duquesa, en cambio, estaba formada por dos poltronas unidas por una especie de puente y con dos respaldos de diferente altura; finalmente, la duchesse brisée constaba de una poltronas, cuya superficie de asiento continuaba hasta convertirse en un banco acolchado. Antes de mediados del siglo XVIII se diseñó otro tipo de cheslones, llamado veilleuse, como un sofá caracterizado por lados de diferentes alturas.
Con el triunfo del gusto neoclásico, iniciado en el reinado del rey Luis XVI de Francia, las cheslones fabricadas en la época sufrieron algunos cambios como la pérdida de los reposabrazos y el reequilibrio de la altura de los respaldos de los dos sillones.
Durante la Restauración se recordó el tipo de cheslones más antiguo, y en las épocas posteriores se produjo una continua evolución del cheslón, como lo destacan la baigneuse de lados redondeados y la flâneuse, es decir, un sillón largo de madera con respaldo de mimbre o de ratán, que se ha convertido en un producto duradero con el tiempo ya que conservó cierta popularidad incluso en la segunda mitad del siglo XX, gracias a una variante estadounidense llamada rocking chair o silla mecedora. En el siglo XX se introdujo el modelo transatlantique, llamado tumbona en español, y la derivación inglesa llamada relaxation, es decir, asientos alargados con un marco de inclinación regulable.

#### Uso en el psicoanálisis

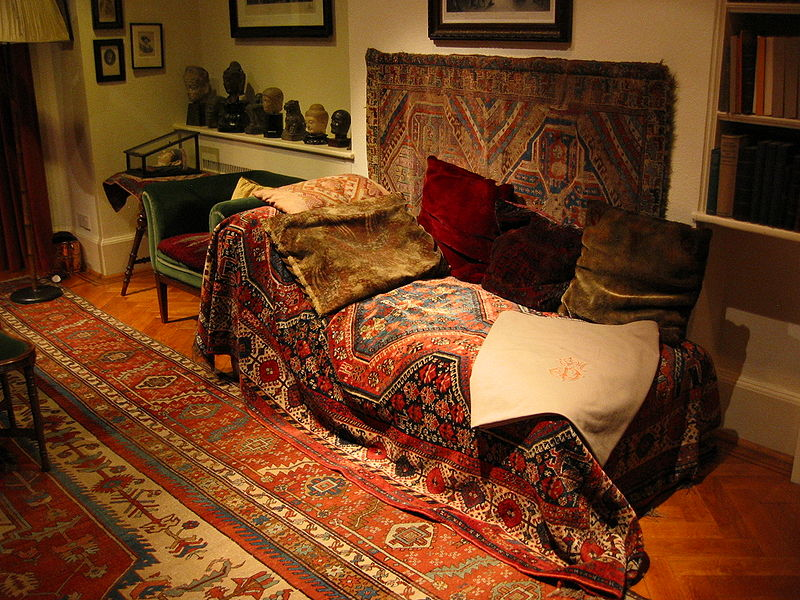
Cheslón de Sigmund Freud. Casa Museo Freud (Londres).

La cheslón se ha asociado tradicionalmente al psicoanálisis. Sigmund Freud fue el primero en utilizar la cheslón con este fin, con la idea de que el paciente se reclinara en un diván, con el psicoanalista sentado detrás de la cabecera del diván, de modo que el paciente no lo viera. Se pensaba que reclinarse y no tener que enfrentarse al psicoanalista desinhibiría y fomentaría la asociación libre. Cuando Freud empezó a utilizar la cheslón, los vieneses consideraron atrevido reclinarse en una cheslón en presencia de personas no íntimas. La cheslón de Freud, que le regaló un paciente, se puede encontrar en la Casa Museo Freud, en Londres, Reino Unido.
Hoy en día, los psicoanalistas invitan a los pacientes a reclinarse en los divanes de sus oficinas durante la psicoterapia y pueden utilizar cheslones en lugar de los estilos más convencionales de divanes que siguen la tradición.

## Tipos de cheslones

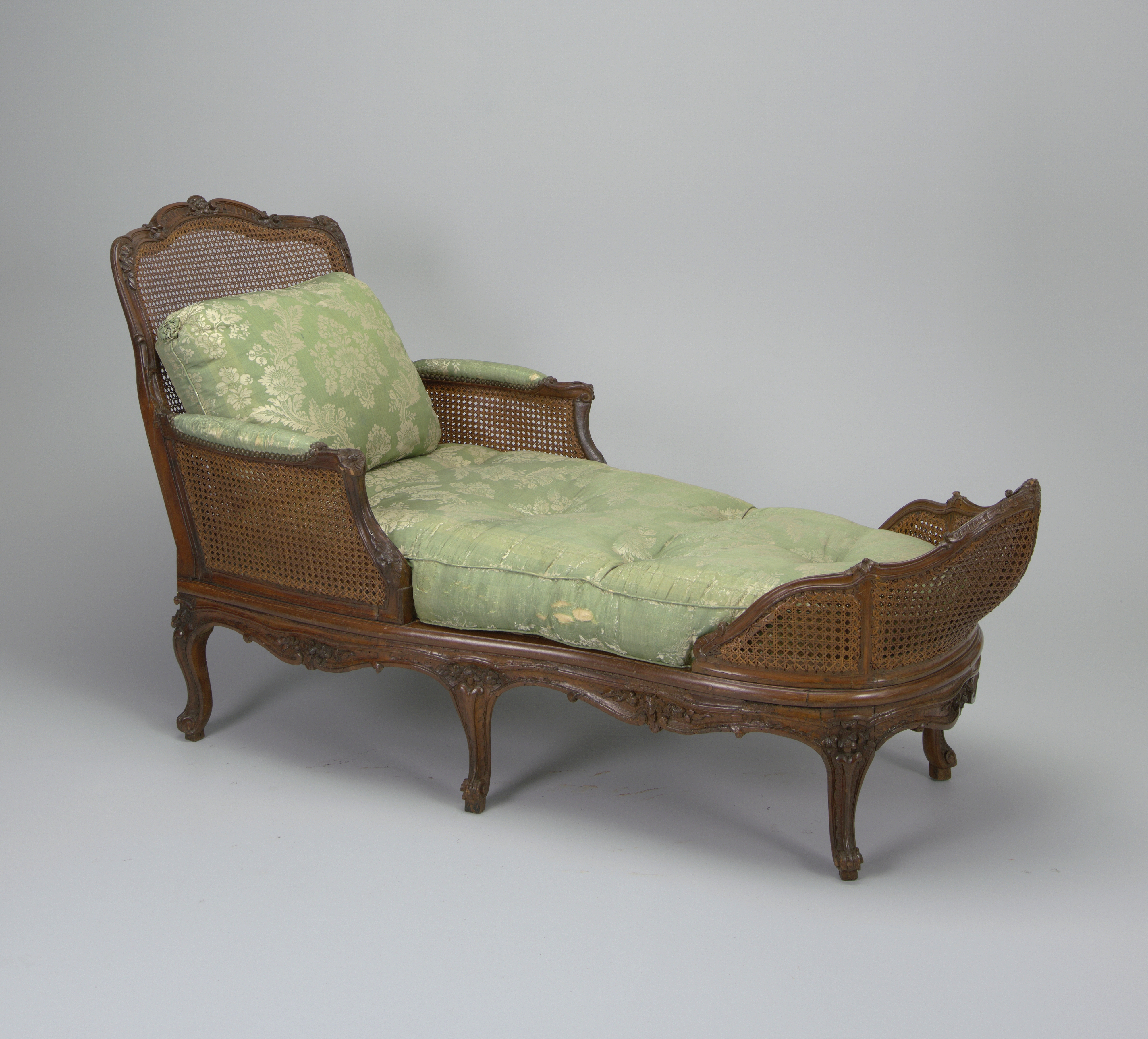
Una duquesa cubierta con un colchón y un cojín, de estilo Luis XV, Francia, ca. 1750.

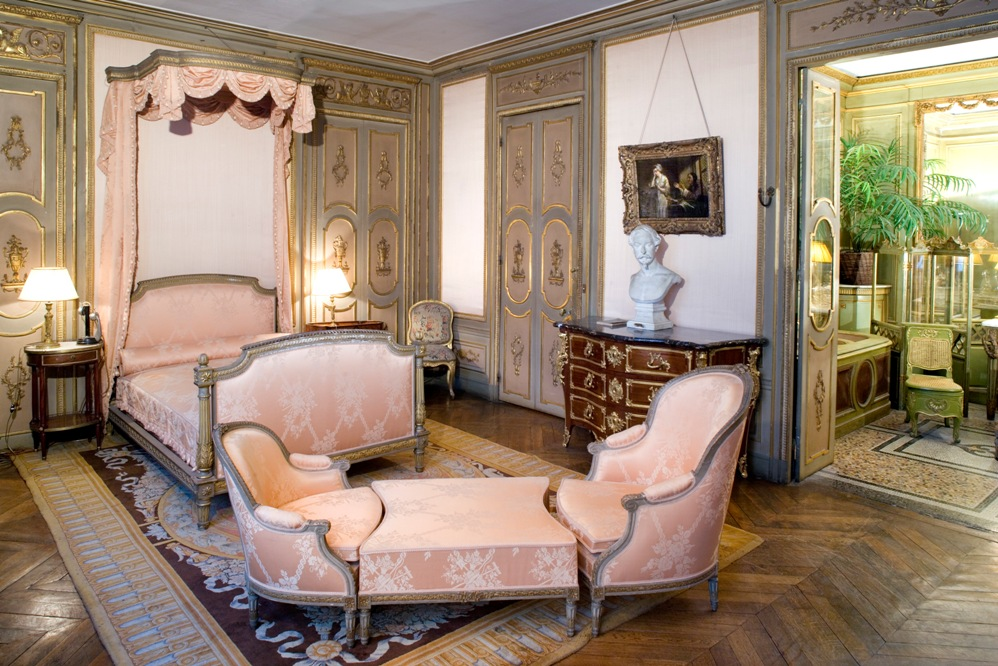
Una duchesse brisée de tres partes, de estilo Luis XVI. Museo Jacquemart-André (París).

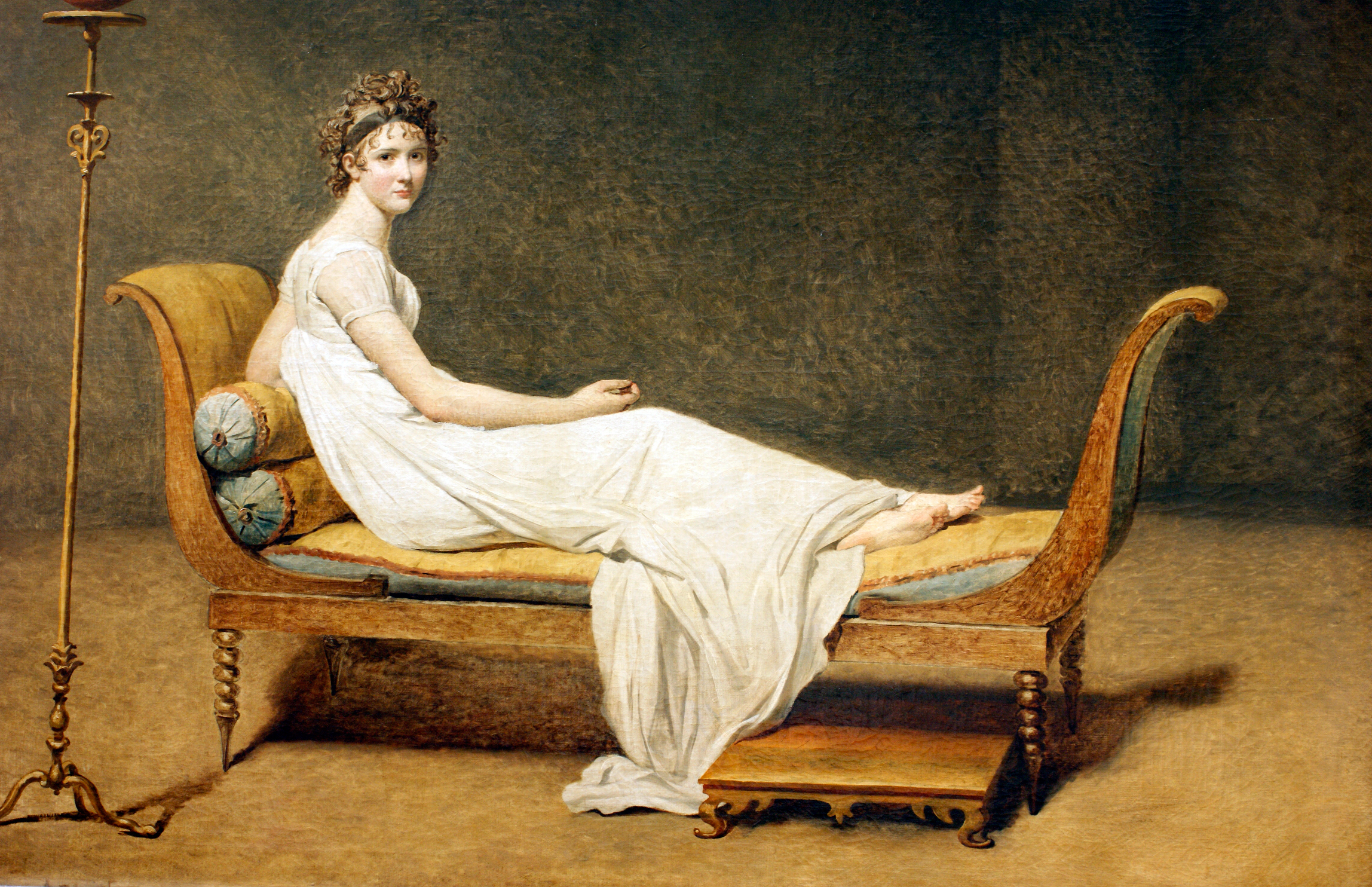
Madame Récamier (1800). Obra de Jacques-Louis David. Museo del Louvre (París).

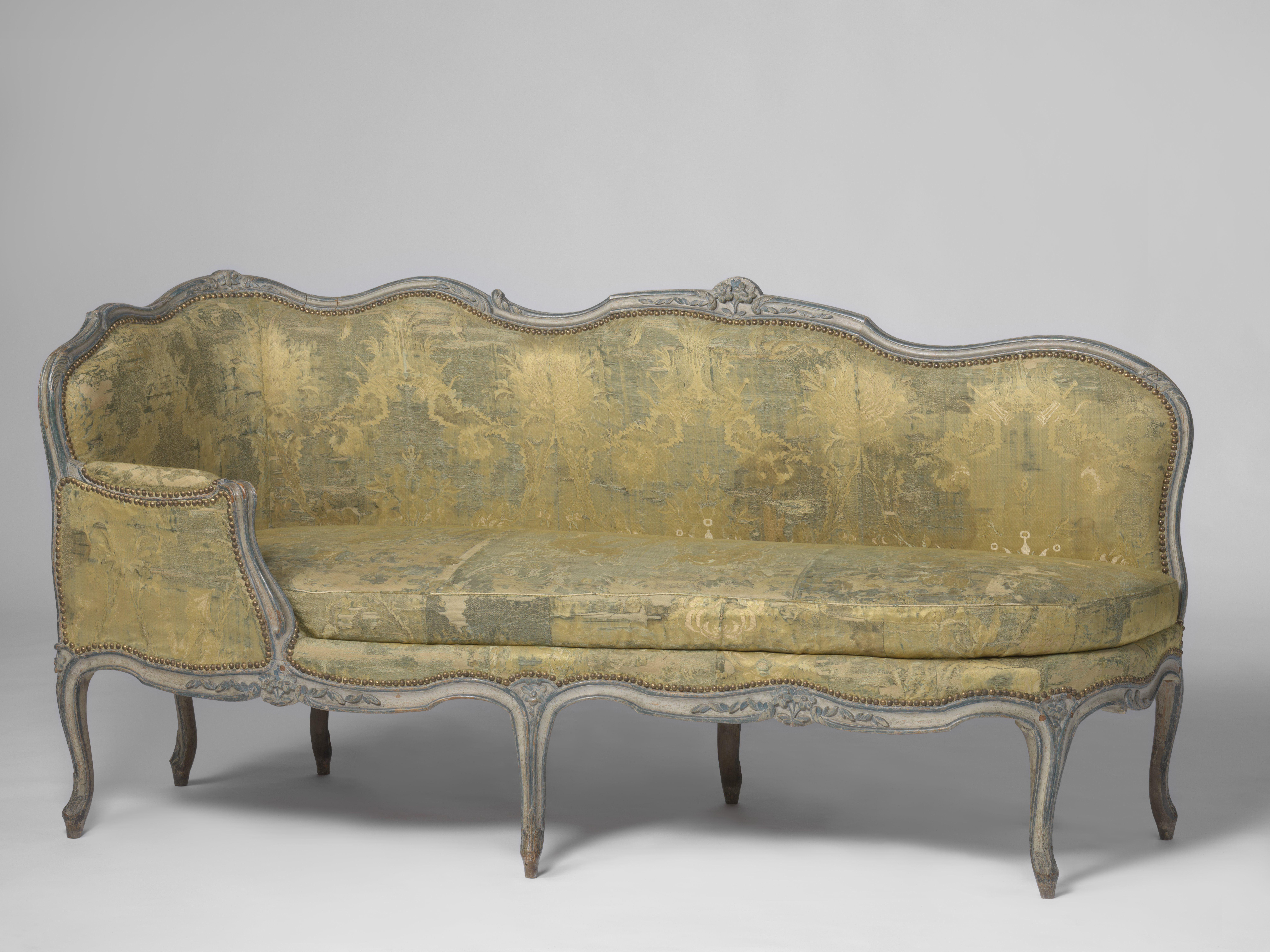
Una meridiana, circa 1750-1760.

A continuación una lista no exhaustiva de los tipos de cheslones:
- La duquesa (en francés, duchesse) es, un mueble, una elegante cheslón acolchada con respaldo de madera vista, de moda en la Francia del siglo XVIII,[11] durante el reinado de Luis XV, como mueble de interior y también utilizada como diván, especialmente por las mujeres.[9]

- La duchesse brisée es un mueble de dos o tres plazas distintas y separables, cuyos soporte y reposabrazos son curvados o semicirculares, están separados del mueble, y dos poltronas acolchadas una frente a la otra con un pequeño mueble entre ellas para apoyar las piernas. La duchesse brisée apareció en la segunda mitad del siglo XVIII, siendo una variante de la duquesa.[9]

- La récamier o récamière es un mueble con dos extremos de la misma altura en los lados cortos. Su nombre proviene de madame Juliette Récamier —una socialite francesa cuyo salón atraía los principales círculos literarios y políticos del París de principios del siglo XIX[12]—, quien fue pintada por Jacques-Louis David en 1800, recostada sobre uno de estos muebles elegantemente.[6] La forma de la récamier es similar a la de una cama trineo o lit bateau tradicional, pero hecha para la sala de estar, no para el dormitorio.

La voz récamier con el tiempo se convirtió en un símbolo que personificaba el buen gusto, la educación y el nuevo estilo parisino. Récamier comenzó a usarse para designar sofás similares destinados no a dormitorios, sino a recibir invitados en salones y, en general, a muchos artículos del «estilo récamier» que se puso de moda en París: vestidos con cinturones altos debajo del pecho à l'antique, peinados, joyas —pendientes, colgantes, broches (broche Sévigné), telas ligeras y cortinas—, todo lo relacionado con el famoso salón de madame Récamier.
- La meridiana (del latín meridiānus, de meridies ‘mediodía’; en francés, méridienne) es un tipo de sofá cama cuya cabecera, unida a la pata por un respaldo oblicuo, es más alta que esta pata, y un respaldo asimétrico o ausente.[13][14][15]
- La chaise es a veces visto como una versión pequeña del cheslón.

Además de las cheslones tradicionales, también se conocen diversas formas de camillas médicas que, según su finalidad funcional, se dividen en:
- camillas de examen;

- camillas de fisioterapia;

- camillas de masaje, con un recorte especial para la cara;

- camillas de cosmetología.

Algunos modelos están equipados con reposacabezas ajustable y patas plegables. Las camillas médicas suelen estar hechas de perfiles de acero. Su tapizado debe ser resistente a los desinfectantes.

## Cheslones en el arte

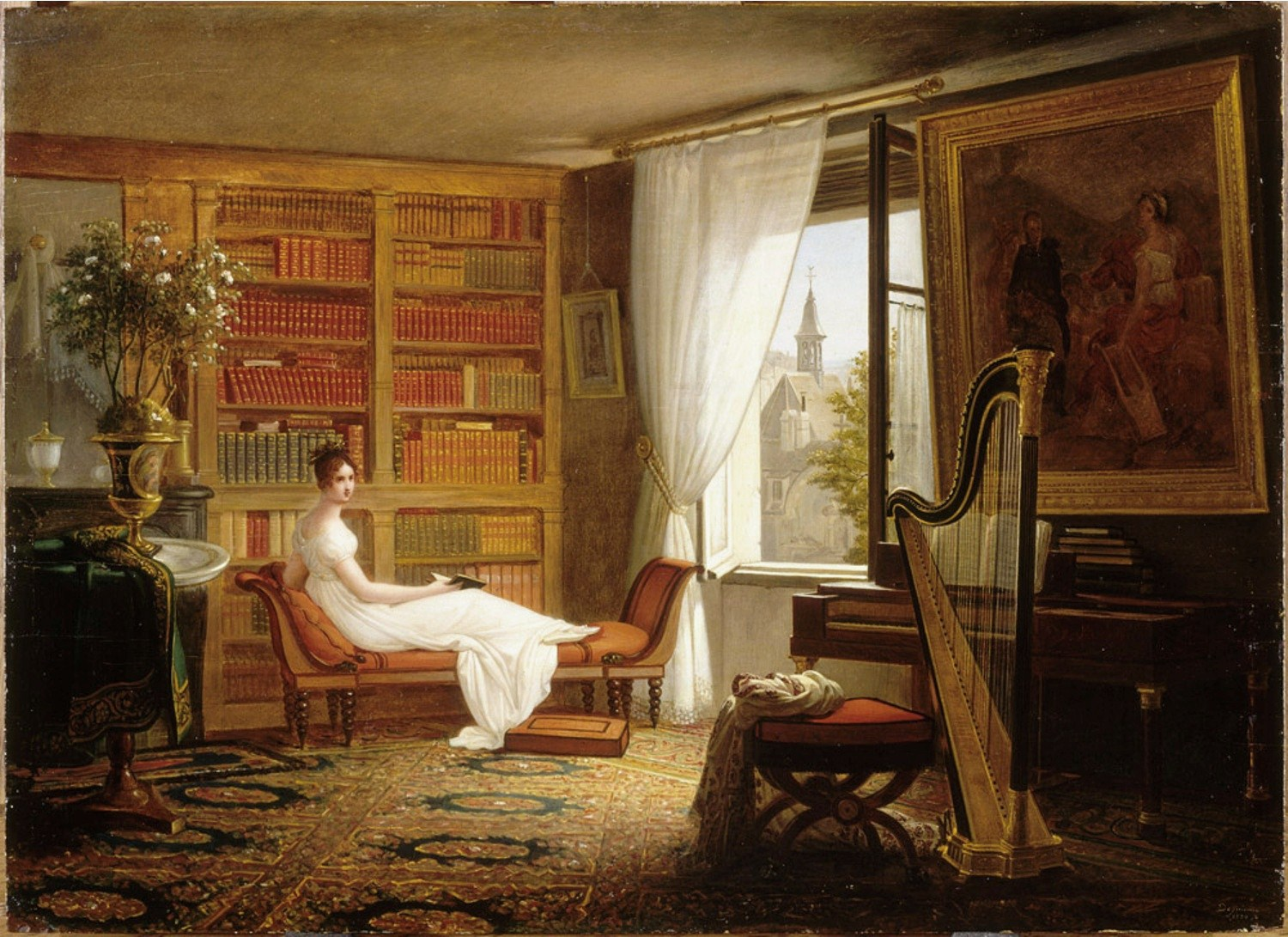
El dormitorio de madame Récamier en Abbaye-au-bois (1826). Obra de François-Louis Dejuinne. Museo del Louvre (París).
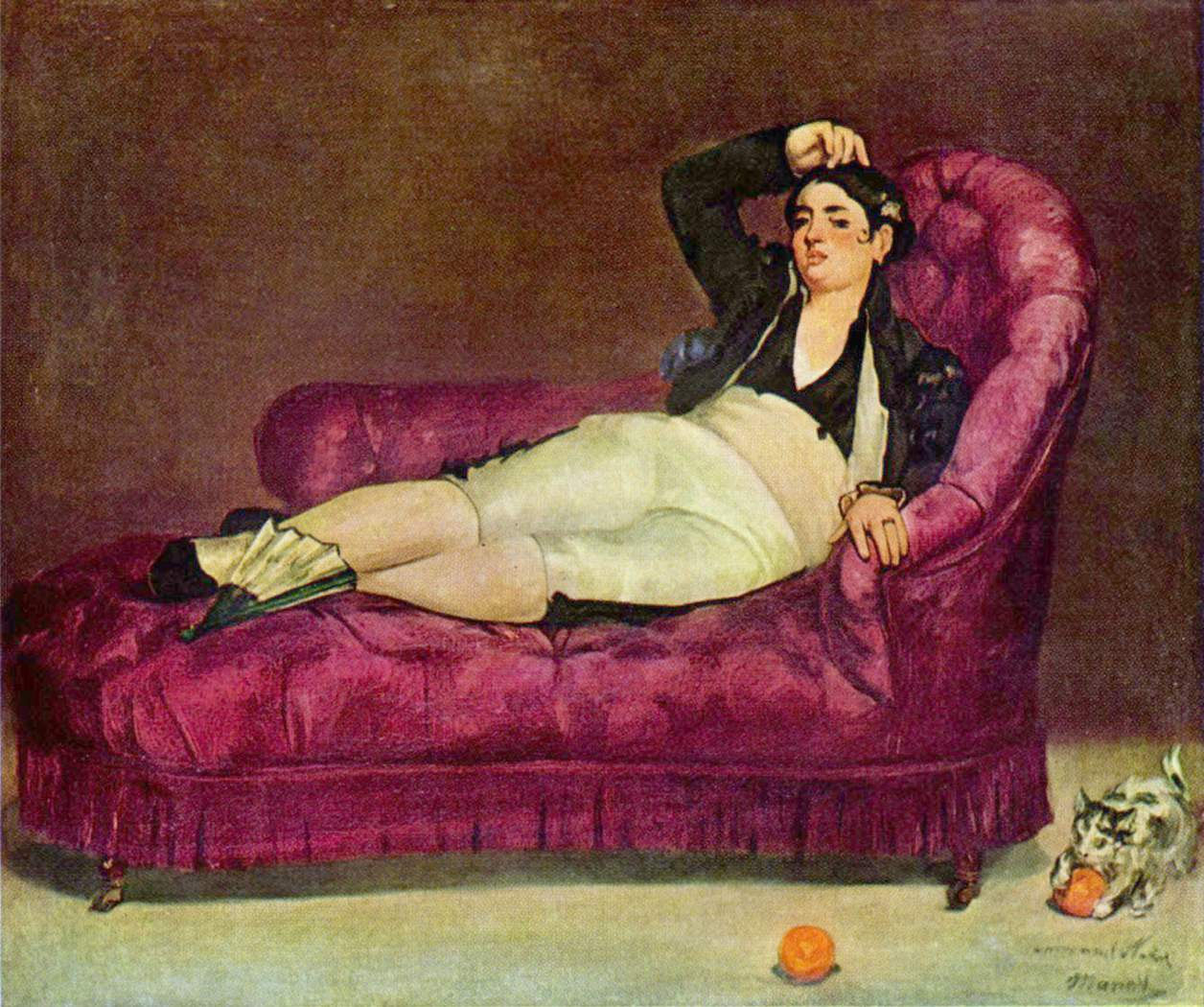
Mujer joven reclinada en traje español (1862). Obra de Édouard Manet. Galería de Arte de la Universidad Yale (New Haven)